# Žírovice
Žírovice (dříve česky: Syrmice, Sirmice, německy Sirmitz) jsou vesnice, místní část města Františkovy Lázně v okrese Cheb v Karlovarském kraji. V roce 2011 zde žilo ve 122 domech 354 obyvatel. K vesnici patří samota Seníky.

## Geografie
Žírovice se nacházejí přibližně tři kilometry severně od Františkových Lázní v nadmořské výšce 452 metrů. Vesnicí protéká Stodolský potok.

## Historie
Poprvé jsou Žírovice v historických textech zmiňovány v roce 1297.

## Obyvatelstvo
Při sčítání lidu v roce 1921 zde žilo 566 obyvatel, z toho byli dva Čechoslováci, 558 obyvatel bylo německé národnosti a šest bylo cizozemců. K římskokatolické církvi se hlásilo 562 obyvatel, k evangelické čtyři.
| Rok            | 1869 | 1880 | 1890 | 1900 | 1910 | 1921 | 1930 | 1950 | 1961 | 1970 | 1980 | 1991 | 2001 | 2011 | 2021 |
| -------------- | ---- | ---- | ---- | ---- | ---- | ---- | ---- | ---- | ---- | ---- | ---- | ---- | ---- | ---- | ---- |
| Počet obyvatel | 316  | 504  | 509  | 538  | 652  | 566  | 706  | 253  | 325  | 261  | 196  | 161  | 214  | 354  | 355  |
| Počet domů     | 40   | 60   | 63   | 62   | 68   | 72   | 88   | 90   | -    | 60   | 59   | 59   | 72   | 122  | 138  |

## Obecní správa
Při sčítání lidu v letech 1850–1890 Žírovice byly osadou obce Nový Drahov v okrese Cheb. V letech 1891–1959 byly samostatnou obcí v okrese Cheb. Od roku 1960 jsou částí města Františkovy Lázně v okrese Cheb.

## Doprava
Žírovice leží u silnice 21312, odvětvující se ve Františkových Lázních ze silnice I/64 a vedoucí do Nového Drahova. U samoty Seníky se nachází železniční zastávka Žírovice-Seníky na trati 147.

## Pamětihodnosti
- Boží muka

## Zajímavosti
Ve vsi se nachází takzvaný Motýlí dům, kde je chováno mnoho druhů exotických motýlů. Nachází se zde také botanická zahrada, kde se motýli pohybují a kde se pro ně pěstuje potrava. Součástí tohoto zařízení je také infocentrum s možností zakoupení suvenýrů či dřevěné turistické známky.